# Strzelectwo na Letnich Igrzyskach Olimpijskich 1912 – pistolet dowolny, 50 m, drużynowo
Strzelanie z pistoletu dowolnego z 50 metrów drużynowo mężczyzn było jedną z konkurencji strzeleckich rozgrywanych podczas V Igrzysk Olimpijskich w Sztokholmie. Zawody zostały rozegrane 2 lipca w Kaknäs.
Był to trzeci raz, kiedy to ta konkurencja była rozgrywana na igrzyskach olimpijskich. Wcześniej rozegrano ją podczas II Letnich Igrzysk Olimpijskich w Paryżu w 1900 roku oraz cztery lata później podczas IV Letnich Igrzysk Olimpijskich w Londynie w 1908 roku.
W zawodach wzięło udział dwudziestu strzelców z pięciu reprezentacji. Każdy z czterech zawodników w drużynie oddawał 60 strzałów w dziesięciu seriach po sześć strzałów każda. Maksymalna liczba punktów do zdobycia wynosiła 600 punktów na zawodnika i 2400 punktów na drużynę.

## Wyniki
| Miejsce | Drużyna                   | Wynik indywidualny | Razem |
| ------- | ------------------------- | ------------------ | ----- |
| 1       | Stany Zjednoczone         | Stany Zjednoczone  | 1916  |
| 1       | Alfred Lane               | 509                | 1916  |
| 1       | Harry Sears               | 474                | 1916  |
| 1       | Peter Dolfen              | 467                | 1916  |
| 1       | John Dietz                | 466                | 1916  |
| 2       | Szwecja                   | Szwecja            | 1849  |
| 2       | Georg de Laval            | 475                | 1849  |
| 2       | Eric Carlberg             | 472                | 1849  |
| 2       | Vilhelm Carlberg          | 459                | 1849  |
| 2       | Erik Boström              | 443                | 1849  |
| 3       | Wielka Brytania           | Wielka Brytania    | 1804  |
| 3       | Horatio Poulter           | 461                | 1804  |
| 3       | Hugh Durant               | 456                | 1804  |
| 3       | Albert Kempster           | 452                | 1804  |
| 3       | Charles Stewart           | 435                | 1804  |
| 4       | Rosja                     | Rosja              | 1801  |
| 4       | Nikołaj Panin-Kołomienkin | 469                | 1801  |
| 4       | Grigorij Szestierikow     | 448                | 1801  |
| 4       | Pawieł Wojłosznikow       | 447                | 1801  |
| 4       | Nikołaj Mielnicki         | 437                | 1801  |
| 5       | Grecja                    | Grecja             | 1731  |
| 5       | Frangiskos Mawromatis     | 454                | 1731  |
| 5       | Joanis Teofilakis         | 442                | 1731  |
| 5       | Konstandinos Skarlatos    | 429                | 1731  |
| 5       | Aleksandros Teofilakis    | 406                | 1731  |